# Emslandlager

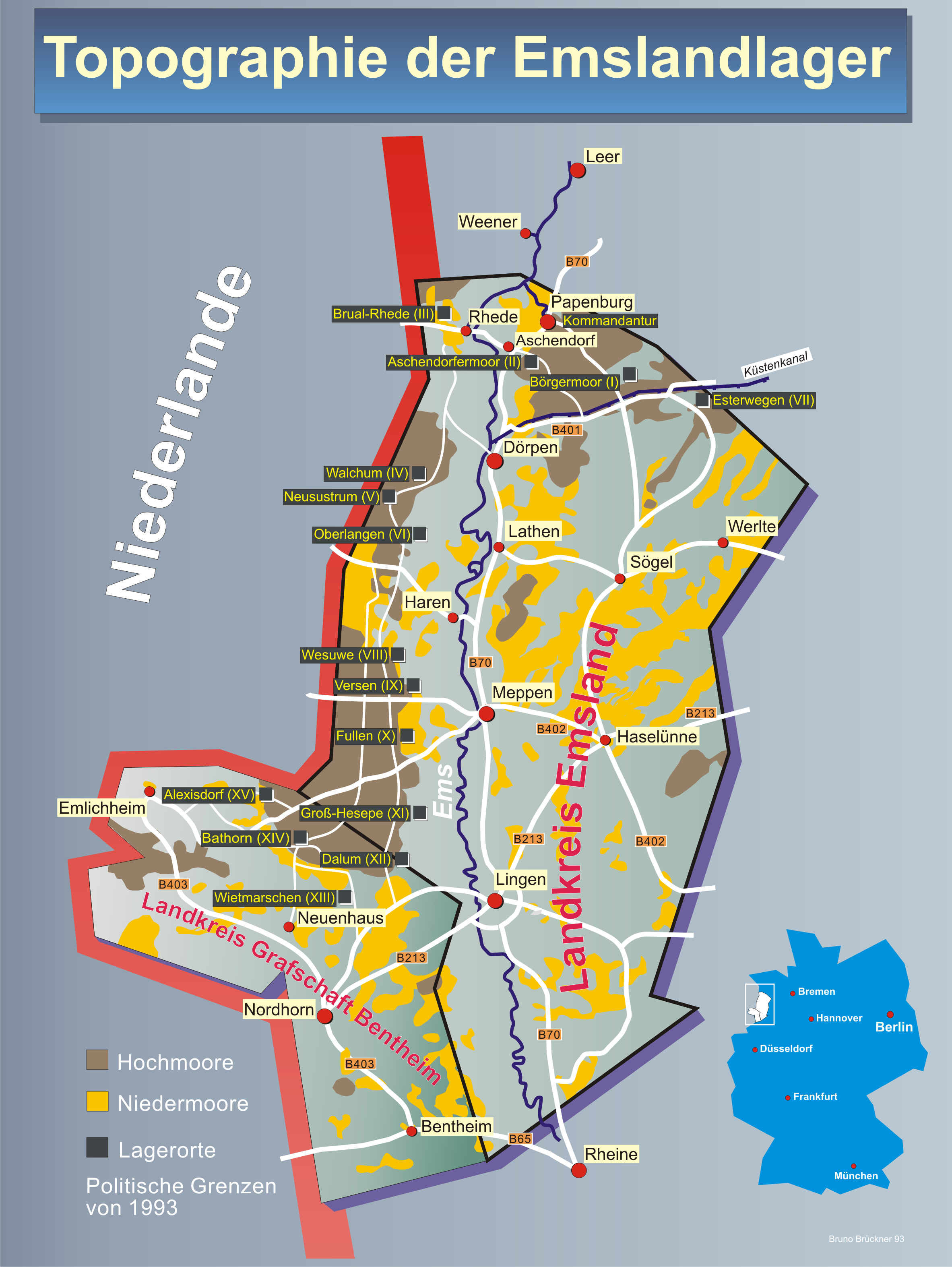
Emslandlager, carta

Emslandlager è un gruppo di campi di concentramento situati in Germania in Bassa Sassonia nella regione geografica dell'Emsland che corrisponde al territorio dell'attuale circondario dell'Emsland.
Nel complesso i campi, edificati al confine con i Paesi Bassi, erano quindici. Negli anni compresi tra il 1933 e il 1945 furono usati come campi di prigionia, sede dell'amministrazione centrale era a Papenburg.

## Storia

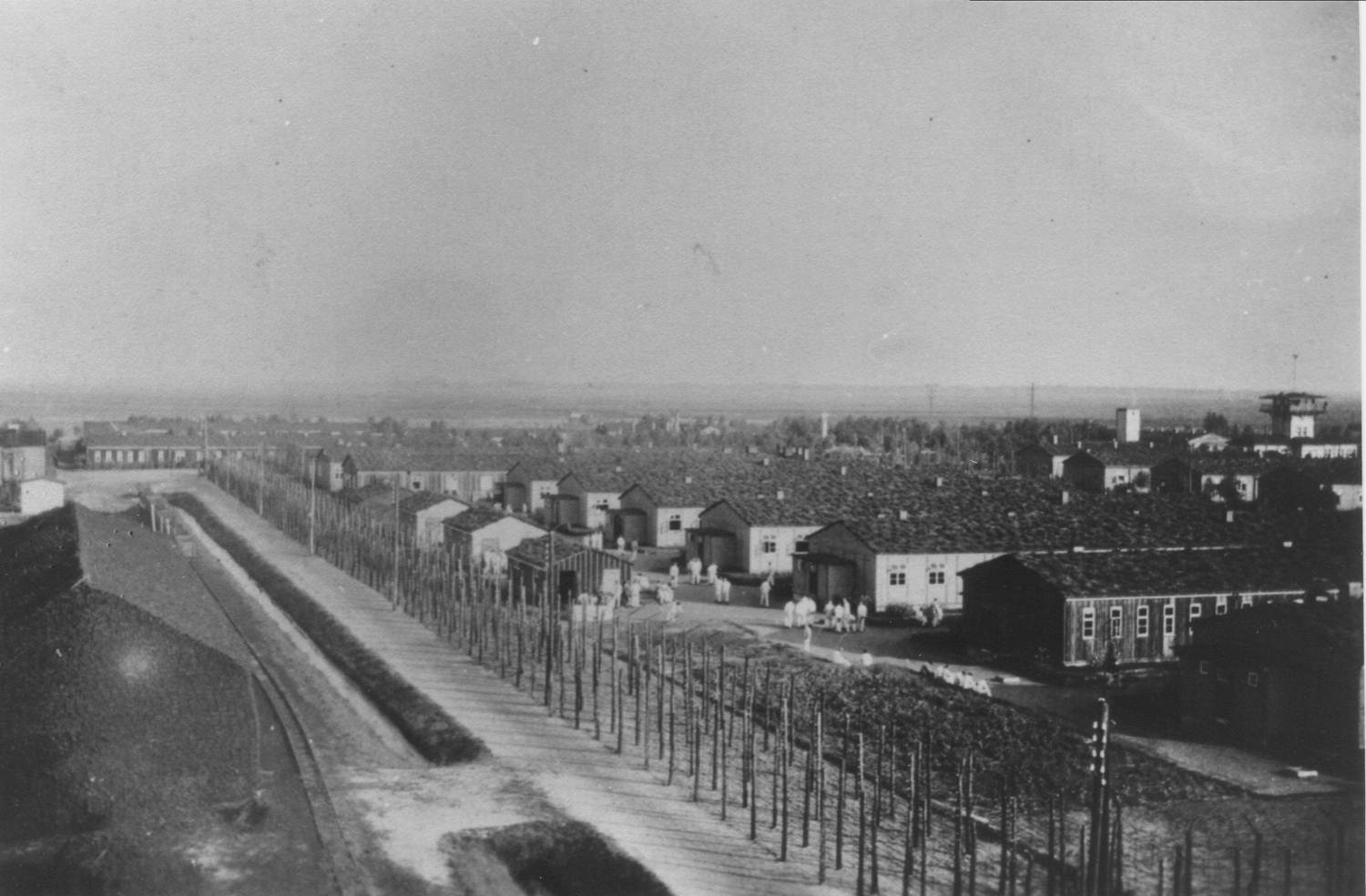
KZ-Neusustrum, campo

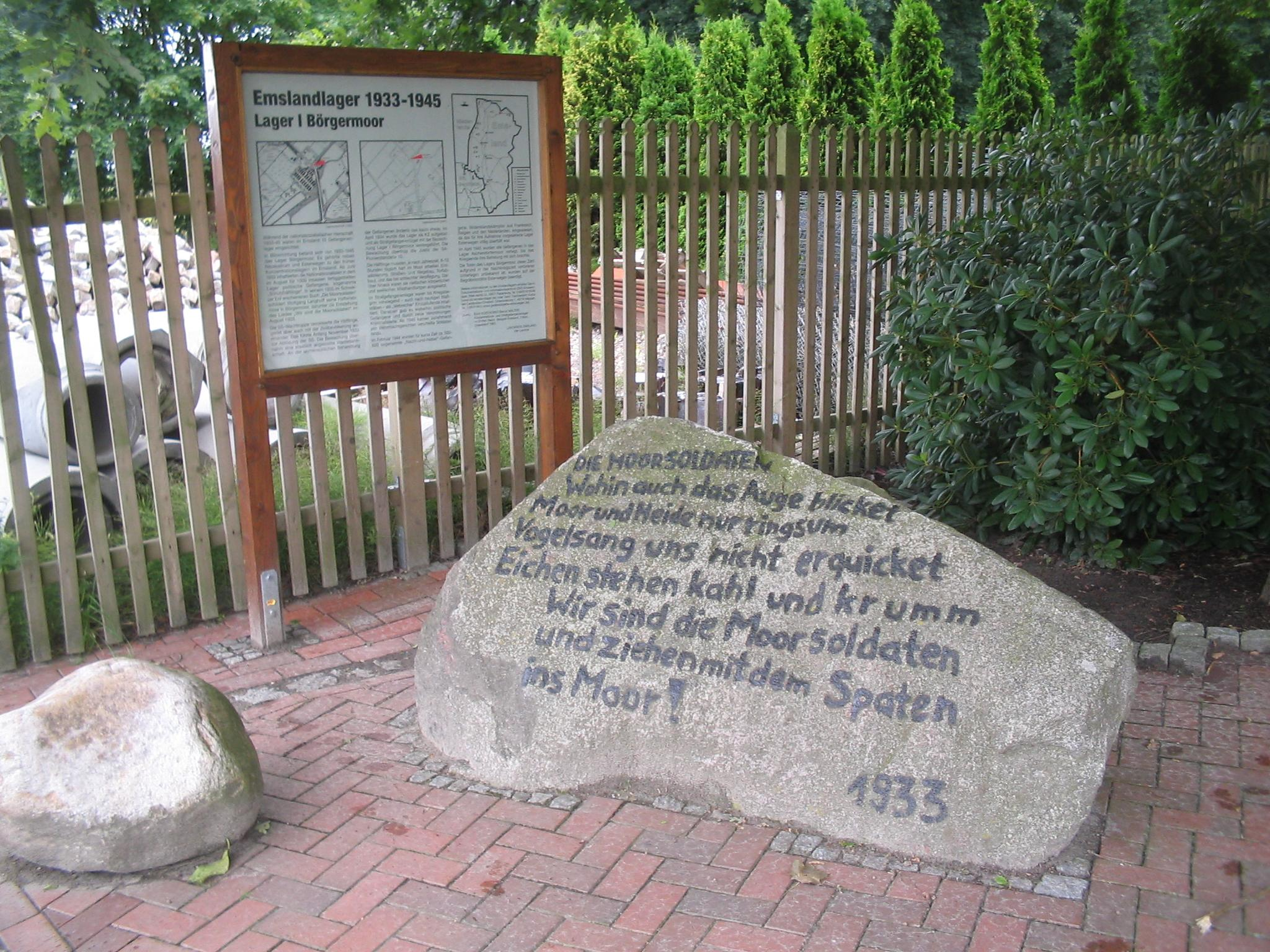
KZ-Börgermoor, Canto dei deportati

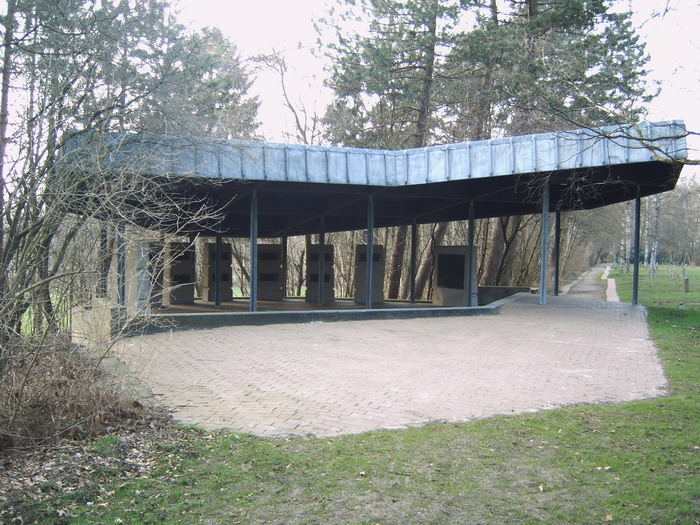
KZ-Esterwegen, monumento commemorativo

I primi tre Lager del complesso (KZ-Börgermoor, KZ-Esterwegen e KZ-Neusustrum) furono edificati nel 1933 e destinati alla detenzione di oppositori politici in custodia preventiva (Schutzhaft). Dopo la chiusura del dei primi due Lager nell'aprile del 1934 e di quello di Esterwegen nel 1936 furono usati, insieme agli altri Lager del complesso edificati nel frattempo, come campi di prigionia del ministero della giustizia.
Dal 1939 al 1945 i sei Lager settentrionali furono progressivamente destinati alla detenzione di appartenenti della Wehrmacht condannati dai tribunali militari, i Lager meridionali, rilevati dal Comando generale della Wehrmacht nel 1939 furono invece destinati alla detenzione di detenuti stranieri. 
Nel 1943/44 a Esterwegen vennero imprigionati membri della resistenza francese, belga e dei Paesi Bassi.
I campi erano i seguenti:
| - I KZ Börgermoor - II Aschendorfermoor - III Brual–Rhede - IV Walchum - V KZ Neusustrum - VI Oberlangen - VII KZ Esterwegen - VIII Wesuwe | - IX Versen - X Fullen - XI Groß Hesepe - XII Dalum - XIII Wietmarschen - XIV Bathorn - XV Alexisdorf |

## Carcerati (parziale)
- Carl von Ossietzky, redattore
- Bernhard Bästlein, politico (KPD)
- Fritz Husemann, sindacalista (SPD)
- Otto Eggerstedt, politico (SPD)

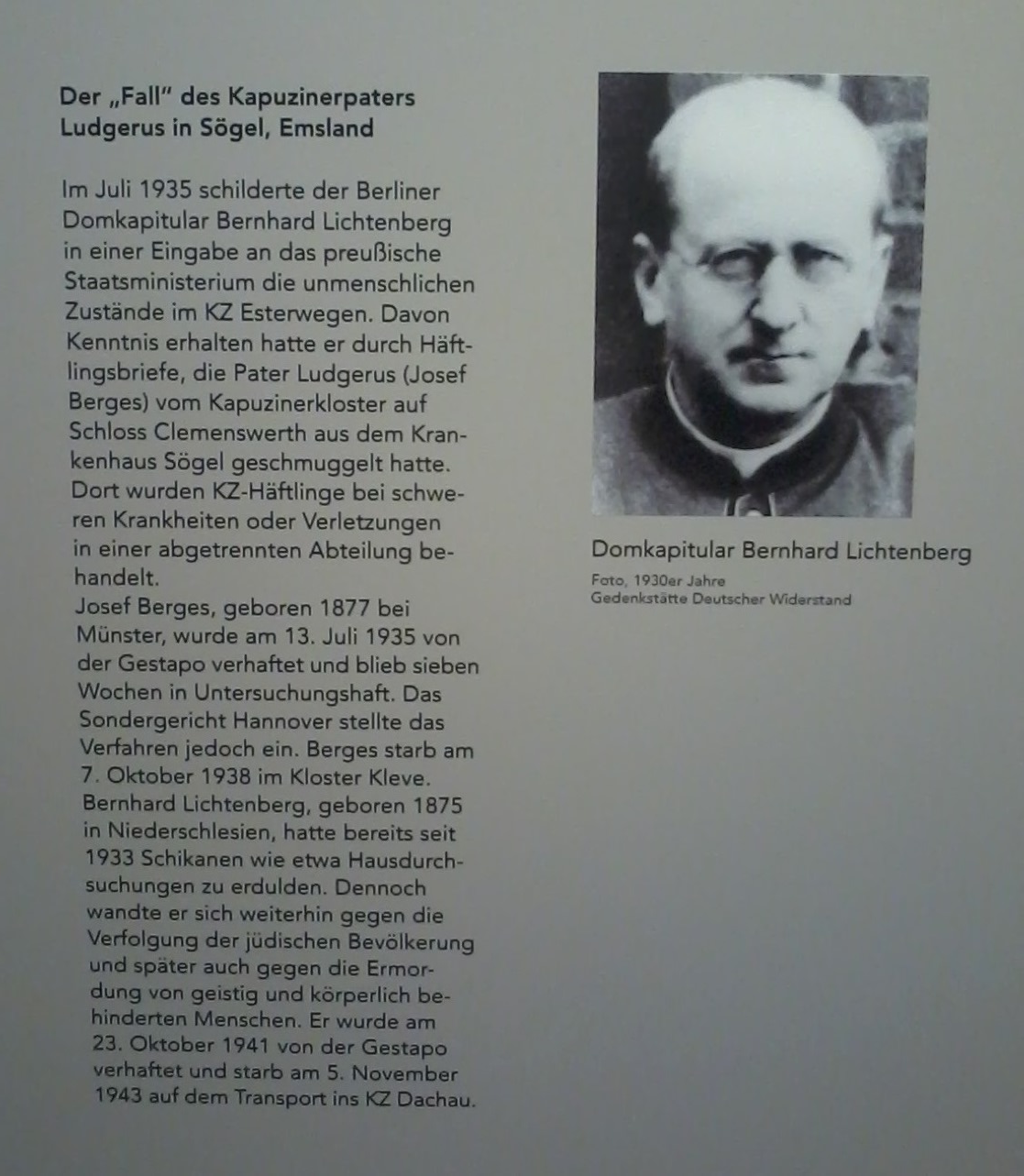
Lapide per Bernhard Lichtenberg (Esterwegen)

- Johann Schellheimer, politico (KPD)
- Werner Finck, cabarettista
- Adolf Bender, pittore
- Julius Leber, politico (SPD)
- Günther Lüders, commediante
- Ernst Heilmann, politico (SPD)
- Jürgen Jürgensen, politico (SPD)
- Theodor Neubauer, politico (KPD)
- Hans Litten, giurista
- Georg Diederichs, politico (SPD), presidente del Consiglio dei ministri in Bassa Sassonia
- Ernst Walsken, pittore
- Wilhelm Peetz, politico (KPD)
- Otto Schmirgal, politico (KPD)
- Kurt Bennewitz, resistente
- Heinrich Stühlmeyer, resistente
- Paul Hanson, magistrato
- Willi Dickhut, (KPD)
- Anton Kalt, (KPD)
- Otto Reckstat, (SPD)

## Edizione
- Wolfgang Benz, Barbara Distel (Hrsg.): Der Ort des Terrors, Geschichte der nationalsozialistischen Konzentrationslager, Band 2: Frühe Lager, Dachau, Emslandlager, S. 531ff, C. H. Beck, München 2005, ISBN 3-406-52962-3
- Kurt Buck: Auf der Suche nach den Moorsoldaten. Emslandlager 1933–1945 und die historischen Orte heute. 6. Auflage, Papenburg 2008, ISBN 3-926277-13-0.
- Hermann Bogdal: Was ist wichtig? Leben, Kampf und Schicksal des Kommunisten Paul Langer, mit einem Geleitwort von Werner Boldt, Ed. Temmen, Bremen 1997, (DIZ-Schriften Bd. 9), ISBN 3-86108-320-5.
- Giovanni R. Frisone und Deborah Smith Frisone: Von Albanien ins Stalag VI C, Zweiglager Versen und Fullen. Zeichnungen und Aufzeichnungen des italienischen Militärinternierten Ferruccio Francesco Frisone 1943–1945, Papenburg 2009, ISBN 978-3-926277-18-3.
- Henning Harpel: Die Emslandlager des Dritten Reichs. Formen und Probleme der aktiven Geschichtserinnerung im nördlichen Emsland 1955–1993. In: Studiengesellschaft für Emsländische Regionalgeschichte (Hrsg.): Emsländische Geschichte Bd. 12. Haselünne 2005, S. 134–239.
- Wilhelm Henze: Hochverräter raus! Geschichten, Gedichte und Zeichnungen eines Moorsoldaten, Hrsg. von Habbo Knoch,  Ed. Temmen, Bremen 1992, (DIZ-Schriften Bd. 5).
- Andrea Kaltofen, Hermann Bröring: Die Gedenkstätte Esterwegen. In: Jahrbuch des Emsländischen Heimatbundes, Bd. 59, 2013, S. 31–48, ISBN 978-3-88077-091-1.
- Hans-Peter Klausch: Vernichtung durch Arbeit – Strafgefangene der Emslandlager im KZ Neuengamme. In: Ausgegrenzt: „Asoziale“ und „Kriminelle“ im nationalsozialistischen Lagersystem, Hrsg. KZ-Gedenkstätte Neuengamme, Ed. Temmen, Bremen 2009, S. 60–75, ISBN 978-3-8378-4005-6.
- Hans-Peter Klausch: Tätergeschichten. Die SS-Kommandanten der frühen Konzentrationslager im Emsland (DIZ-Schriften; 13). Bremen 2005, ISBN 3-86108-059-1.
- Erich Kosthorst: Die Lager im Emsland unter dem NS-Regime 1933–1945. Aufgabe und Sinn geschichtlicher Erinnerung. In: Karl Dietrich Erdmann, J. Rohlfes (Hrsg.): Geschichte in Wissenschaft und Unterricht, Nr. 6/1984, S. 365–379.
- Erich Kosthorst, Bernd Walter: Konzentrations- und Strafgefangenenlager im Emsland 1933–1945. Düsseldorf 1985, ISBN 3770006380.
- Wolfgang Langhoff: Die Moorsoldaten. Zürich 1936 (später u. a. Stuttgart 1978).
- Andreas Lembeck: Befreit, aber nicht in Freiheit: Displaced Persons im Emsland 1945–1950. Mit Dokumenten und unter Mitarbeit von Klaus Wessels. Ed. Temmen, Bremen 1997, (DIZ-Schriften, Bd. 10), ISBN 3-86108-321-3.
- Dirk Lüerßen: Wir sind die Moorsoldaten. Die Insassen der frühen Konzentrationslager im Emsland 1933 bis 1936 – Biographische Untersuchungen zum Zusammenhang zwischen kategorialer Zuordnung der Verhafteten, deren jeweiligen Verhaltensformen im Lager und den Auswirkungen der Haft auf die weitere Lebensgeschichte. Dissertation, Universität Osnabrück 2001.
- Klaus-Uwe Nommensen (Hrsg.): Gefangen in der Weite: Emslandlager (1933–45); Bilder, Begegnungen, Blickwechsel. Verl.-Werkstatt kreuz & quer, Papenburg 2001, ISBN 3-9805547-6-7.
- T. X. H. Pantcheff: Der Henker des Emslandes. Willi Herold, 19 Jahre alt. Ein deutsches Lehrstück. Bund-Verlag, Köln 1987, ISBN 3-7663-3061-6 (2. Auflage als: Der Henker von Emsland. Dokumentation einer Barbarei am Ende des Krieges 1995. Schuster, Leer 1995, ISBN 3-7963-0324-2).
- Willy Perk: Hölle im Moor. Zur Geschichte der Emslandlager 1933–1945. 2. Auflage, Röderberg, Frankfurt am Main 1979, ISBN 3-87682-713-2.
- Heinrich e Inge Peters: PATTJACKENBLUT. Antreten zum Sterben – in Linie zu 5 Gliedern. Das Herold-Massaker im Emslandlager II, Aschendorfermoor im April 1945, Norderstedt 2014, ISBN 978-3-7357-6297-9.
- Karl Schröder: Die letzte Station. Hrsg. von Fietje Ausländer, mit Beitr. von Habbo Knoch, Ed. Temmen, Bremen 1995, (DIZ-Schriften; Bd. 7), ISBN 3-86108-259-4.
- Barbara e Ludger Stühlmeyer: Bernhard Lichtenberg. Ich werde meinem Gewissen folgen. Topos plus Verlagsgemeinschaft Kevelaer 2013, ISBN 978-3-836708-35-7.
- Elke Suhr: Die Emslandlager. Die politische und wirtschaftliche Bedeutung der emsländischen Konzentrations- und Strafgefangenenlager 1933–1945. Verlag Donat & Temmen, Bremen 1985, ISBN 3-924444-07-2 (Dissertation, Universität Oldenburg 1984).